# Norazo
Norazo (también estilizado como NORAZO) es un dúo surcoreano que ha pasado por diversos géneros musicales, desde pop hasta power metal. El grupo está integrado por Jo bin y Lee Hyuk, ambos han caracterizado a Norazo por ser una mezcla entre rock y comedia (sus contenidos o coreografías suelen ser cómicas).
Norazo tiene similitud con la palabra coreana 놀아줘 (Norajuo), la cual proviene de los caracteres chinos 努 喇 鸟, y significa "un pájaro que se esfuerza por cantar". Lograron la fama en toda Asia gracias a su éxito Superman y Cart Bar, además sus canciones son muy conocidas gracias al videojuego Pump it Up.

## Integrantes
Jo Bin(조 빈)
- Nombre Real: Jo Hyun Jun (조현준)[1]

- Fecha de nacimiento: 25 de octubre de 1977
- Lugar de nacimiento: Seúl, Corea del Sur
- Profesión: Cantante, actor y bailarín.
- Experiencias pasadas: Antes de Norazo, debutó en el trío T.G.S en el año 2001.

OneHm(원흠,2018~
- Fecha de nacimiento:13 de enero de 1980
- Nombre real: Jo Won Heum(조원흠)
- Lugar de nacimiento:Uljin, Corea del Sur
- Profesión: Cantante, actor
- Experiencias pasadas: Antes de Norazo, debutó en China como 邻家王子、果宝酱(JAM)

 Lee Hyuk (이혁,2005~2018)
- Nombre Real: Lee Jae Yong (이재용)[1]

- Fecha de nacimiento: 26 de agosto de 1979
- Lugar de nacimiento: Seúl, Corea del Sur
- Profesión: Cantante, modelo, guitarrista.
- Experiencias pasadas: En el año 2003 debutó con la banda de rock Openhead, después de su primer álbum se separaron, fue así que en el 2004 se unió a la agrupación JULY. En el 2011 se unió a Michael Matijevic, vocalista de la legendaria banda de glam metal "Steelheart" para grabar juntos una nueva versión de She´s gone. Lanzó un álbum como solista y realizó contribuciones musicales con diversos artistas.

## Discografía

### Álbumes
- [2005.08.02] Cheot Churyeon (첫출연; First Appearance)[5]
- [2007.03.13] Miseongnyeonja Bulgama (미성년자불가마; Underage Fire Oven)
- [2008.11.20] Three Go
- [2010.04.20] Hwangoltaltae (환골탈태(換骨奪胎); Righteous)
- [2011.11.04] Jeongukjepae (전국제패; National Supremacy)

### Digital Singles
- [2006.04.25] Daehanminguk (대한민국; Republic of Korea)
- [2009.07.08] Yoreum Single (여름싱글; Summer Single)
- [2009.12.01] Yasimjak (야심작; Ambitious)
- [2010.03.10] 2010 Norazo Namagong World Cup Song (노라조 남아공 월드컵 송; South Africa)
- [2010.08.13] Bang Bang (뱅뱅) (Mad Team, Norazo)
- [2010.09.17] Kkuldanji Naegedo Sarangi (꿀단지 내게도 사랑이)
- [2010.10.06] Pyojeoljag (표절작; Plagiarized Work)
- [2010.12.16] Mungmungi (멍멍이; Bowwow)
- [2011.05.06] Pojangmacha (포장마차; Cart Bar)
- [2011.09.22] Ppalgan Nal (빨간 날; Red Letter Day)
- [2012.05.04] Yeojasaram (여자사람)
- [2013.11.13] Yasaengma (야생마)
- [2014.05.12] Chiigo bakhigo muneungsangsa (치이고 박히고 무능상사)
- [2014.06.17] Mariorang Norazo (마리오랑 노라조)
- [2014.09.23] First Evo.7
- [2015.02.16] Ni paljaya (니 팔자야)